# Space War
Space War és un videojoc de cartutx per a l'Atari 2600, llançat el 1978 per Atari, Inc.. És una versió d'Atari 2600 de Spacewar!, el joc d 'ordinador de 1962 d'Steve Russell. Va ser llançat per Sears com a Space Combat, pel seu sistema Tele-Games compatible amb Atari 2600.